# Thomas Lamparter
Thomas Lamparter (n. 9 iunie 1978, Berna, Berna, Elveția) este un bober ce a reprezentat Elveția, medaliat olimpic. A participat la 3 ediții ale Jocurilor Olimpice (2006, 2010, 2014) în care a câștigat o medalie de bronz.